# Ортоэфиры
Ортоэфиры — органические соединения, содержащие группу —C(OR)3, где R — органический заместитель. Формально ортоэфиры являются сложными эфирами несуществующих в природе ортокарбоновых кислот R—C(OH)3 и ортоугольной кислоты C(OH)4 — гидратированных форм карбоновых кислот и угольной кислоты.
Ортоэфиры именуются как соответствующие производные ортокислот, например, С(ОС2Н5)4 — тетраэтилортокарбонат или тетраэтиловый эфир ортоугольной кислоты; СН3С(ОСН3)3 — триметилортоацетат или триметиловый эфир ортоуксусной кислоты.

## Физические свойства
Ортоэфиры являются бесцветными жидкостями с эфирным запахом, хорошо растворимыми в спиртах и диэтиловом эфире, нерастворимы или плохо растворимы в воде. В ИК спектрах ортоэфиров присутствуют характеристические полосы поглощения при 1000—1200 см−1 (связь С—О).
| Соединение             | Формула      | Молярная масса г/моль | Температура кипения °C | Плотность при 20 °C г/моль | Показатель преломления при 20 °C |
| ---------------------- | ------------ | --------------------- | ---------------------- | -------------------------- | -------------------------------- |
| Тетраметилортокарбонат | C(OCH3)4     | 136,15                | 113,5                  | 1,0201                     | 1,3860                           |
| Тетраэтилортокарбонат  | C(OC2H5)4    | 192,25                | 160—161                | 0,9186                     | 1,3928                           |
| Триметилортоформиат    | CH(OCH3)3    | 106,12                | 100,4—100,8            | 0,9676                     | 1,3793                           |
| Триэтилортоформиат     | CH(OC2H5)3   | 148,20                | 143                    | 0,8909                     | 1,3922                           |
| Триэтилортоацетат      | CH3C(OC2H5)3 | 162,22                | 144-146                | 0,8847 (25 °C)             | 1,3980                           |

## Химические свойства
Ортоэфиры являются высокореакционноспособными соединениями, широко используемыми в органическом синтезе.
В отличие от сложных эфиров, большинство ортоэфиров устойчивы к щелочному гидролизу, и, подобно ацеталям и кеталям легко гидролизуются в кислой среде, гидролиз до сложного эфира идет через стабилизированный мезомерным эффектом кислородов карбениевый ион:
Устойчивость отроэфиров к гидролизу весьма зависит от влияния заместителей, так, трифенилортоформиат примерно в 106 устойчивей к гидролизу по сравнению с триэтилортоформиатом.
Ортоэфиры реагируют со спиртами с образованием простых эфиров:
ArOH + HC(OEt)3 {\displaystyle \to } ArOEt + HCO2Et + EtOH
В случае енолизирующихся кетонов реакция с ортоэфирами в условиях кислотного катализа и повышенной температуры может вести к простому эфиру енола:
R1COCHR2R3 + CH(OR4)3 {\displaystyle \to } R1(R4O)C=CR2R3 + R4OH + HCOOR4
При низких температурах в условиях кислотного катализа или в присутствии кислот Льюиса альдегиды и кетоны взаимодействуют с ортоэфирами с образованием ацеталей и кеталей, кетали енолизирующихся кетонов могут выступать в качестве интермедиатов в предыдущей реакции:
R1COCHR2R3 + CH(OR4)3 {\displaystyle \to } R1(R4O)2C-CHR2R3 + R4OH + HCOOR4
Триэтилортоформиат при нагревании с карбоновыми кислотами дает сложные этиловые эфиры карбоновых кислот, реакция не требует участия катализатора:
HC(OEt)3 + RCOOH {\displaystyle \to } RCOOEt + EtOH + HCOOEt
Тиолы реагируют с ортоэфирами аналогично их кислородным аналогам - спиртам. Так, реакция ортоэфиров с тиолами аналогична переэтерификации - катализируется кислотами и ведет к тиоортоэфирам:
R1C(OR2)3 + R3SH {\displaystyle \to } R1C(SR3)3 + R2OH
Реакция с сероводородом аналогична гидролизу и ведет к эфирам тионкарбоновых кислот:
PhC(OEt)3 + H2S {\displaystyle \to } PhC(=S)OEt + EtOH
Ортоэфиры реагируют с реактивами Гриньяра с образованием ацеталей альдегидов и кетонов:
R1C(OR2)3 + R3MgHal {\displaystyle \to } R1R3C(OR2)2 + R2OMgHal
Взаимодействие ортоформиатов с реактивами Гриньяра является одним из методов синтеза альдегидов (реакция Бодру-Чичибабина):
HC(OR1)3 + RMgHal {\displaystyle \to } RCH(OR1)2 + R1OMgHal
RCH(OR1)2 + H2O {\displaystyle \to } RCHO + 2R1OH
Ортоэфиры также легко конденсируются с соединениями, содержащими активированную электронакцепторными заместителями метиленовую группу, в конденсацию может быть вовлечена как одна молекула соединения с активированной метиленовой группой, что ведет к образованию простых эфиров енолов:
XYCH2 + R1C(OR2)3 {\displaystyle \to } XYCH=C(OR2)R1
X, Y = COR, CN, NO2,
так и две молекулы соединения с активированной метиленовой группой с образованием «мостикового» фрагмента -C(R)= , образованного ортоэфиром:
2 XYCH2 + R1C(OR2)3 {\displaystyle \to } XYCH-C(R)=CXY,
Такая реакция используется для синтеза цианиновых красителей.

## Получение
Ортоэфиры могут быть синтезированы реакцией Вильямсона - взаимодействием тригалогеналканов с алкоголятами щелочных металлов:
RCCl3 + 3R1ONa {\displaystyle \to } RC(OR1)3 + 3NaCl
Для синтеза ортокарбонатов в реакции Вильямсона используется четыреххлористый углерод или хлорпикрин:
CCl4 + 4RONa {\displaystyle \to } C(OR)4 + 4NaCl
CCl3NO2 + 4 RONa {\displaystyle \to } C(OR)4 + 3NaCl + NaNO2
Синтез Вильямсона ортоэфиров карбоновых кислот в случае наличия в трихлоралкане подвижных атомов водорода в α- или β- положениях может осложняться реакциями элиминирования галогеноводорода, ведущих при наличии водорода в β-положении к алкенам и, в случае наличии водорода в α-положении (галоформы) - карбенов.
В синтезе ортоэфиров по Вильямсону также используются простые α-галогеналкиловые эфиры: ортоформиаты с умеренными выходами могут быть получены взаимодействием 1,1-дихлордиметилового эфира с алкоголятами и фенолятами натрия:
CH3OCHCl2 + RONa {\displaystyle \to } CH3OCH(OR)2 + NaCl
Аналогично протекает взаимодействие хлордифеноксиметана с фенолами и алифатическими спиртами, в присутствии пиридина, дающая с хорошими выходами соответствующие ортоформиаты:
ClCH(OPh)2 + ROH {\displaystyle \to } ROCH(OPh)2
Другой метод синтеза ортоэфиров карбоновых кислот - реакция Пиннера: действие НСl на нитрилы избытке спирта; реакция идет через промежуточное образование гидрохлоридов иминоэфиров, которые могут быть выделены и использованы для получения смешанных ортоэфиров:
R-CN + HCl {\displaystyle \to } R-C(Cl)=NH
R-C(Cl)=NH + R1OH {\displaystyle \to } R-C(OR1)=NH2+ Cl−
R-C(OR1)=NH2+ Cl− + 2R2OH {\displaystyle \to } R-C(OR2)2OR1 + NH4Cl
Ортоэфиры также синтезируются катализируемым кислотами присоединением спиртом к ацеталям кетенов:
R1R2C=C(OR3)2 + R4OH {\displaystyle \to } R1R2CH-C(OR3)2OR4
Взаимодействие сложных эфиров с эпоксидами приводит к циклическим ортоэфирам, содержащим 1,3-диоксолановое кольцо:
Эта реакция используется для синтеза спиро-1,3-диоксоланов:

## Нахождение в природе
Ортоэфирный фрагмент входит в состав некоторых природных соединений, так, например, волчеягодник обыкновенный Dáphne mezéreum (волчье лыко) содержит дафнетоксин, являющийся циклическим эфиром ортобензойной кислоты; частично гидролизованная ортоэфирная группа входит в состав тетродотоксина некоторых видов ядовитых рыб семейства иглобрюхих (Tetraodontidae).
- Дафнетоксин
- Тетродотоксин